# 笠原周二
笠原 周二 (かさはら しゅうじ、1948年または1949年 - ) は、日本の地方公務員。仙台市収入役、同副市長、仙台銀行取締役を歴任。瑞宝小綬章受章。

## 人物・経歴
仙台市役所入庁、2003年 (平成15年) 4月 同市泉区長、2004年4月 同職を佐藤寿男と交代し財政局長、2006年4月 保科学を後任として同職を辞職し仙台市収入役。
2007年4月 同職を辞職し、岩崎恵美子、奥山恵美子とともに仙台市副市長。2008年7月 ブラジル・サンパウロ市リベルダーデ地区で開催されたブラジル宮城県人会「県人会創立五十五周年」および「サンパウロ仙台七夕祭り三十周年」の記念式典に母県慶祝団として出席。2009年7月 梅原克彦の仙台市長選挙を出馬断念に伴い、岩崎や奥山ら新人6人で争われた同市長選挙では奥山が当選。笠原は辞職を申し出たが預かり置きとなった。2010年3月 伊藤敬幹を後任に副市長を辞職。
2016年6月　仙台銀行監査役、2020年 (令和2年) 6月 同行取締役。

## 栄典
2022年11月 令和4年秋の叙勲で地方自治功労により瑞宝小綬章を受章。